# Attentats de Tartous et Jablé
Les attentats de Tartous et Jablé ont lieu le 23 mai 2016 lors de la guerre civile syrienne.

## Déroulement
Le 23 mai 2016, Tartous, capitale du gouvernorat du même nom et Jablé, ville du gouvernorat de Lattaquié, sont frappées par plusieurs attentats. Ces deux villes sont des bastions du régime syrien, et n'avaient jamais été théâtre de combats depuis le début de la guerre civile. 
Les attaques commencent à 9 heures à Tartous, lorsque deux véhicules piégés et un kamikaze se font exploser dans une gare routière. Non loin de la gare, un autre kamikaze actionne sa ceinture explosive dans un quartier résidentiel. Un quart d'heure plus tard, Jablé est frappée à son tour. Un véhicule piégé explose à l'entrée de l'hôpital Al-Assaad, d'autres explosions ont lieu devant une gare routière et une compagnie d'électricité. Après les premières attaques, un kamikaze parvient à monter dans une ambulance en aidant des blessés, avant de se faire exploser aux urgences de l'hôpital national,,. La police syrienne fait initialement état le 23 mai de quatre voitures piégées et trois attentats-suicide, tandis que l'OSDH rapporte le 25 mai quatre attentats à la voiture piégée et cinq attentats-suicides.

## Revendication
Les attentats sont revendiqués le jour même par l'État islamique qui affirme avoir agi en représailles aux bombardements du régime syrien et de son allié russe,. L'armée russe dispose d'une base maritime à Tartous et d'un aéroport militaire à Jablé, raison probable pour laquelle ces deux villes ont été visées par l'EI,.

## Bilan humain
Ces attentats sont les plus meurtriers commis en Syrie depuis le début du conflit, mais aussi les plus meurtriers de l'histoire de la Syrie, depuis un autre attentat commis à Tartous et ses environs le 16 avril 1986, qui avait fait 144 morts. À l'époque, le régime syrien avait accusé les Frères musulmans et l'Irak dirigée par Saddam Hussein.
Le jour de l'attaque l'agence Sana donne un bilan d'au moins 78 morts tandis que l'Observatoire syrien des droits de l'homme (OSDH) établit le nombre des tués à au moins 148.
Le 24 mai, le bilan est selon l'OSDH passé à au moins 154 morts et environ 300 blessés, dont certains encore dans un état critique. Selon l'ONG, presque toutes les victimes sont des civils, dont des médecins, des infirmiers et des étudiants universitaires. Le 25 mai, le bilan de l'OSDH monte à 136 morts à Jablé et 48 morts à Tartous, soit 184 morts au total, dont 12 médecins, huit femmes et quatre enfants, et environ 200 blessés,.

## Réactions
Les attentats sont condamnés par l'ONU, les États-Unis, la Russie, la France,. Le Hezbollah dénonce également les attaques.

## Vidéographie
- [vidéo] Syrie : 7 attentats du groupe Etat islamique dans des bastions du régime, Tartous et Jableh, France 24, 23 mai 2016.